# 임기병
임기병(1962년 ~ )은 대한민국의 육종학자이자, 경북대학교 농업생명과학대학 원예과학과 소속 교수이다. 경북대학교 농업생명과학대학 학장 그리고, 전국농학계대학장협의회와 전국대학 산학협력단장‧연구처장협의회 회장을 역임하였다. 농업분야에서는 독보적인 획을 그은 인물이다.

## 생애
임기병은 고등학교 시절부터 연구자의 길을 걷기로 하고, 1984년 경북대학교 원예학과에 입학하였다. 여기서 정재동 교수 연구실로 들어가, 식물조직배양기술을 배웠는데, 그가 배운 식물조직배양기술은 화훼류의 무병묘 대량생산을 통하여 현재의 식물 생명공학 기술을 산업화 하는데 기여하였다. 도중에 회사에 근무하며, 학위과정이 순탄치 않았지만, 우여곡절 끝에 박사학위를 취득한 후 백합연구를 하기 위해 네덜란드 육종학자인 반틸 박사를 1997년 직접 만나 자신의 비전을 이야기 하였고, 한국학술진흥재단의 지원으로 1998년 와게닝겐대학교 육종학과 박사과정에 재입학한다. 임기병은 네덜란드 육종학자인 반틸 박사와 4년 6개월을 함께 연구하였다. 임기병은 네덜란드에서 백합의 감수분열 중 세포에서 IMR(Indeterminate Meiotic Restitution)을 발견하여 세계 최초로 보고하였다. 2000년에는 두 번째 박사학위를 취득하고 화란 농무성 정식 연구원으로 근무하였다. 2002년 국제컨소시엄인 배추게놈연구사업단에 참여하여, 배추과 식물의 염기서열 분석 연구와 염색체 연구를 수행하였다. 2006년 임기병 박사는 모교인 경북대학교 농업생명과학대학 원예과학과에 부임하여 현재까지 화훼학분야 연구와 교육을 담당하고 있다.

## 학력
- 1980.03-1984.02 경북대학교 원예학과(농학사)
- 1984.03-1988.08 경북대학교 대학원 원예학과(농학석사)
- 1989.03-1996.08 경북대학교 대학원 원예학과(농학박사)
- 1997.09-2000.11 와게닝겐대 대학원 식물육종학(이학박사)

## 경력
- (주)신농사 연구실장 (1985~1987)
- 농촌진흥청 영남작물시험장 연구조원 (1988~1989)
- 흥농종묘주식회사 (현, 세미니스코리아) 연구원 (1990~1995)
- 네덜란드 CPRO-DLO post-doc (1997-1999)
- 네덜란드 Plant Research International 연구원 (2000~2002)
- 농촌진흥청 농업생명공학연구원 연구원 (2002~2006)
- 경북대학교 농업생명과학대학 원예과학과 교수 (2006~현재)
- 과학기술부 국립과학관 자문위원 (2005~2007)
- 경상북도 농업기술원 국화특화사업단 겸임연구관 (2006~2008)
- 경상북도 지방공무원 임용시험문제 검증위원 (2007)
- 영주시-경북대학교 협력 농업선진화기술연구소 연구원 (2007)
- 농촌진흥청 농업생명공학연구원 겸임연구관 (2008~2010)
- 경북대학교 누리사업단 간사 (2006~2009)
- 제5회 대한민국 우수품종상 화훼작물분야 심사위원 (2009)
- 2009년도 국비유학생 선발시험 출제위원 (2009)
- 농촌진흥청「15대 어젠다 연구개발사업」과제선정평가위원회 위원 (2010)
- 대구광역시 도시농업위원회 위원(2015~2016)
- (사)한국화훼산업육성협회 총무이사 (2006~2008)
- (사)한국육종학회 부회장 (2013)
- (사)한국국제농업개박학회 부회장 (2013~2014)
- (사)경북세계농업포럼 사무국장 (2007~2008)
- 대학구조개혁 평가 후속 대학별 맞춤형 컨설팅 위원 (2015-2016)
- (사)전국농학계대학장협의회 회장 (2017)
- 경북대학교 농업생명과학대학장 (2016~2018)
- (사)한국화훼학회 회장(2018)
- 경북대학교 연구산학처장⋅산학협력단장 (2019)
- (사)한국원예학회 부회장(2017~2019)
- 세계인명대사전 Marquis Who's Who 등재

2021년 기준
- 현, (사)한국육종학회 운영위원
- 현, (사)한국식물생명공학회 평의원
- 현, (사)한국종자연구회 국제전임이사
- 현, (사)한국농산업교육학회 이사
- 현, (사)한국자원식물학회 상임이사
- 현, 경상북도 농업산학협동심의회 위원
- 현, 경북대학교 식물의학연구소 운영위원
- 현, 한국무궁화협회 이사
- 현, 경상북도화훼산학연협력단 기술전문위원
- 현, 국립원예특작과학원 현장명예연구관
- 현, 경북농어업 FTA대책특별위원회 위원
- 현, 경상북도 연구개발사업 평가위원(화훼)
- 현, 미래창조과학부 제3차 생명공학육성기본계획 기획위원
- 현, 농림수산식품기술기획평가원 농식품 기술 SNS컨설팅지원사업 기술위원
- 현, 한국연구재단 생명과학단 식량작물 및 원예작물분야 전문위원

## 연구성과
- 농림축산식품부 장관 표창
- 과학기술정보통신부 장관 표창
- 국내외 주요학술지 논문게재 222편,
- 저서 17권
- 학술심포지엄 주제발표 80회, 특허 8건, 디자인 11건, 품종 10건